# 李祥霆
李祥霆（1940年—），满族，吉林辽源人。曾任中央音乐学院民乐系教授，剑桥大学客座教授，現任中國琴會名誉會長，中國古琴研究會會長。2009年5月被中華人民共和國文化部评为“全国非物质文化遗产保护工作先进个人”，同年被文化部认定为“国家级非物质文化遗产（古琴艺术）代表性传承人”。

## 生平
吉林辽源人，祖籍遼寧岫巖縣。17歲時到北京師從查阜西學習古琴。1958年考入天津音樂學院，但因該校無古琴專業而在中央音樂學院借讀，後來才轉到中央音樂學院，師從吳景略。
1974年，和龔一、吳文光、項斯華一同參與琴瑟箏改革小組；同年參與京劇唱腔器樂化工作，用古琴演奏京劇唱腔《珠簾寨》選段。
1989年亦曾前往劍橋大學、倫敦大學亞非學院訪問，並進行研究、教授古琴。1994年回到中央音樂學院任教。
李祥霆曾在世界各地進行巡迴演出，1985年在杜倫舉辦的東方音樂節中舉辦了古琴獨奏會。他的作品《落霞流水》曾獲得臺灣金鼎獎。

## 作品

### 音樂
- 《李祥霆古琴艺术》
- 《幽居》
- 《心》
- 《唐人诗意》
- 《宋人词意》

### 書籍
- 《唐代古琴演奏美学及音乐思想研究》
- 《李祥霆古琴实用教程》